# 村尾公一
村尾 公一（むらお こういち、1953年7月5日 - ）は、日本の地方公務員、技術士。東京都建設局長や、東京都技監、JR東日本技術顧問、首都大学東京客員教授、東京都市大学客員教授等を歴任した。

## 人物・経歴
1978年北海道大学工学部土木工学科卒業、東京都庁入都、東京都建設局配属。1994年東京都都市計画局総務部副参事（建設省派遣）。1996年東京都建設局第三建設事務所工事第一課長。2001年東京都建設局道路建設部計画課長。2003年東京都都市計画局都市基盤部街路計画課長（統括課長）。同年技術士（建設部門/都市及び地方都市）資格取得。2004年技術士（総合技術監理部門/都市及び地方計画）資格取得。
2005年東京都都市整備局参事（首都高速道路公団派遣）。2007年東京都都市整備局企画・技術担当部長。2008年東京都建設局道路監。2010年東京都建設局長。2011年東京都技監。渋滞対策等を進めた。
2013年東京地下鉄常務取締役（総務部、広報部及び日比谷線列車脱線衝突事故被害者ご相談室担当）。2019年東日本旅客鉄道技術顧問（建設工事部付）。首都大学東京客員教授、東京都市大学客員教授、公共交通オープンデータ研究会顧問、関東地域づくり協会理事、技術同友会理事・幹事、日本都市計画学会監事等も歴任した。